# Лемба, Теодор
Теодор Вальфрид Лемба (нем. Theodor Walfried Lemba, в Российской империи Фёдор Густавович Лемба; 27 сентября (9 октября) 1876, Ревель — 16 мая 1962, Линденхерст, округ Саффолк, штат Нью-Йорк) — эстонский пианист и музыкальный педагог. Старший брат и первый учитель Артура Лембы.
Окончил Санкт-Петербургскую консерваторию (1901), ученик Феликса Блуменфельда и Карла Фан-Арка. Затем в течение нескольких лет концертировал как в Европе, так и по Российской империи, среди прочего выступал как аккомпаниатор Яна Кубелика. В 1904 г. занимался в мастер-классе Теодора Лешетицкого в Вене.
В 1905—1914 гг. совместно с Николаем Алунаном возглавлял Музыкальную школу Гижицкого в Риге. Затем в 1915—1922 гг. преподавал в Петроградской консерватории, с 1919 г. профессор. В 1922 г. вернулся в Эстонию и до 1944 г. профессор Таллинской консерватории; среди его учеников Роман Матсов, Эуген Капп, Текла Коха, Раймонд Валгре.
В 1944 г. перед наступлением советских войск бежал из Эстонии в Германию. В 1949 г. эмигрировал в США, где обосновался в городе Грейт-Фолс.